# Frederking & Thaler
Frederking & Thaler ist ein Münchner Verlag mit Programmschwerpunkt Bildband. Seit 2008 gehört er zum Verlagshaus GeraNova Bruckmann und publiziert heute als Imprint des Bruckmann Verlags. Bildbände sind das Markenzeichen des Frederking & Thaler Verlags. Es handelt sich um Titel mit Bildern und informativen Texten über Menschen, Tiere und die Natur.

## Geschichte
Der Verlag wurde 1988 von Gert Frederking und Monika Thaler gegründet.  Am Anfang stand eine Taschenbuchreihe mit Reiseabenteuern, bald folgten großformatige Bildbände und das Programmsegment OnTour mit Erzählungen von Forschungs- und Abenteuerreisen. Ab 1998 wurde Frederking & Thaler Teil der Verlagsgruppe Random House, 2002 kauften Monika Thaler und Gert Frederking den Verlag jedoch wieder zurück. 2006 gehörte Frederking & Thaler zur Prestel Publishing Group. Hintergrund war der Verkauf von Prestel durch den Verlag der Frankfurter Allgemeinen Zeitung. Zu dem Käuferkonsortium gehörten die zwischenzeitlichen Eigentümer von Frederking & Thaler, Martin Dort und Johannes Heyne. Beide brachten Frederking & Thaler in den neu erworbenen Verlag ein.
Als Prestel 2008 an Random House verkauft wurde, erwarb das Verlagshaus GeraNova Bruckmann den Frederking & Thaler Verlag. Das Bildbandprogramm wurde weitergeführt, die Textbücher an den Piper Verlag veräußert. Seit 2012 wird der Verlag als Imprint des Bruckmann Verlags geführt.
Zu den bekanntesten Werken, die der Verlag vertreibt, gehören die Wüstenbildbände von Michael Martin, sowie Die Erde von oben von Yann Arthus-Bertrand als auch der Band 166 Tage im All von Alexander Gerst.